# Stiftspfarrkirche St. Philipp und Jakob

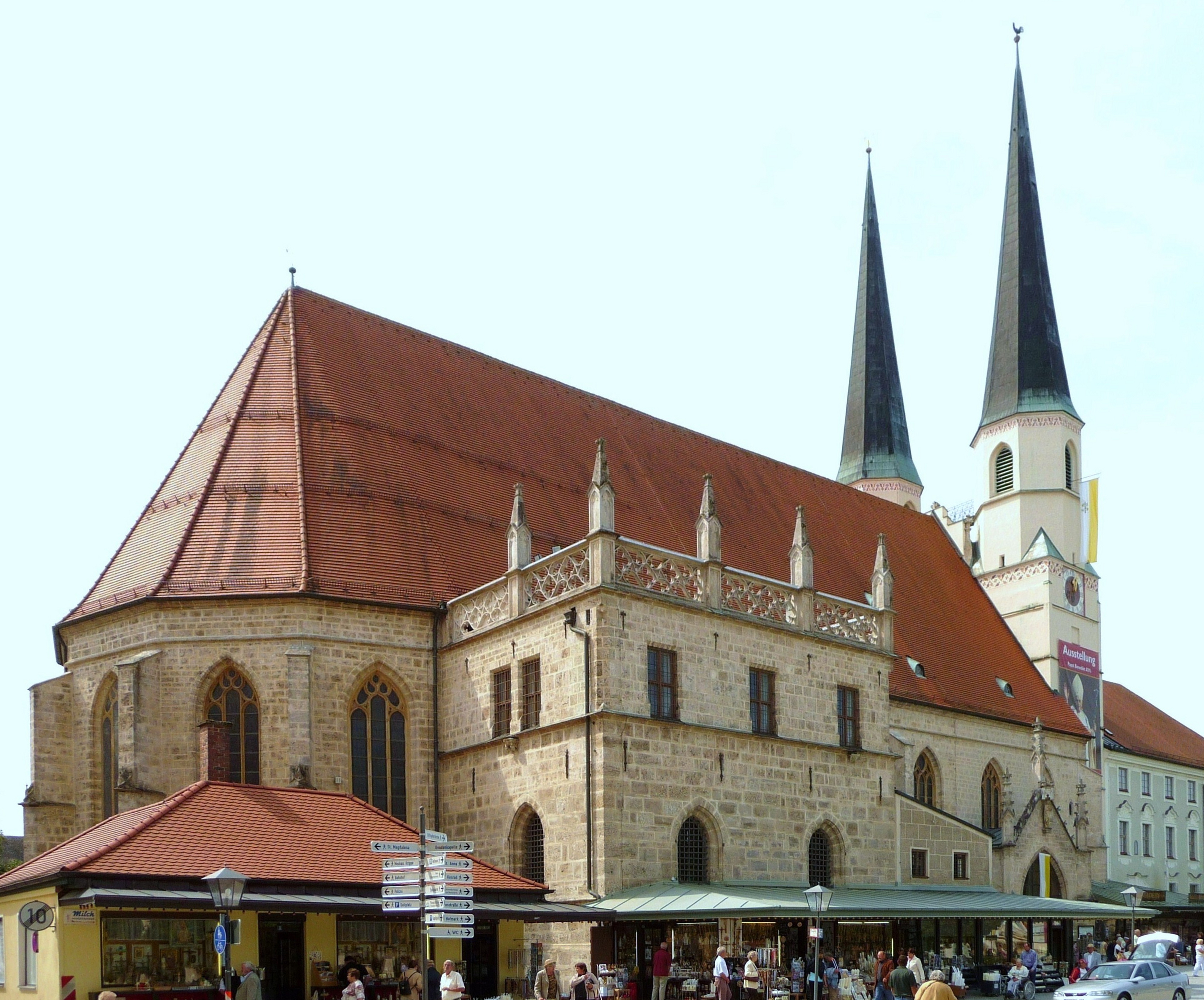
Die Pfarr- und Stiftskirche St. Philipp und Jakob

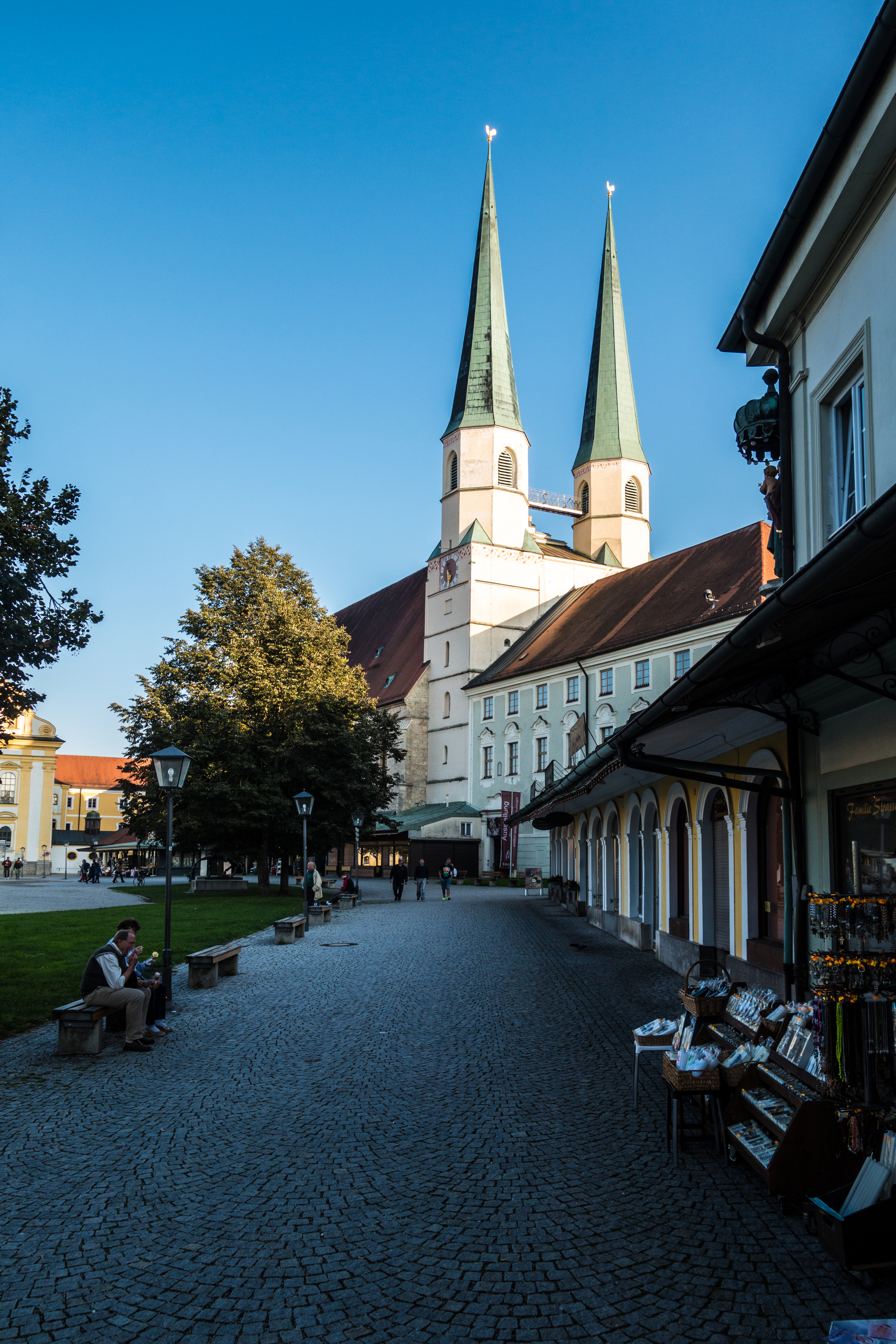
Stiftspfarrkirche St. Philipp und Jakob

Die Stiftspfarrkirche St. Philipp und Jakob ist eine spätgotische Hallenkirche im oberbayerischen Wallfahrtsort Altötting. Angeschlossen ist der große Kollegiatstifts-Kreuzgang mit mehreren Kapellen.

## Gebäude und Geschichte

### Erste Kirchen und Umbauten
Die erste Stiftspfarrkirche des von dem bayerischen Herzog Ludwig I. dem Kelheimer wiederbegründeten Kollegiatstifts Altötting (1228/31–1803) wurde 1244/45 den Heiligen Philippus und Jakobus geweiht und auf den Fundamenten einer älteren Kirche errichtet, deren Bau wiederum etwa 877 von Karlmann, dem König u. a. von Bayern, veranlasst wurde.

### Die Kirche in heutiger Gestalt
Um 1489 setzten die Wallfahrten nach Altötting ein und machten wegen der zahlreichen Pilger den Neubau einer größeren Kirche notwendig. Bereits geraume Zeit vor der feierlichen, durch eines ausführliche Inschrift am Chor dokumentierten Grundsteinlegung am 1. August 1499 unter Stiftspropst Johannes Mair (1488–1508) wurde mit dem Bau der jetzigen Kirche als letzte große spätgotische Hallenkirche im bayerischen Raum begonnen. Als Zeugnis des kontinuierlichen liturgischen Betriebs während dieser Baumaßnahme hat sich ein von dem Stiftspropst im Jahr 1499 gestifteter Tragaltar erhalten (Germanisches Nationalmuseum, Inv.Nr. KG5).
Die Weihe erfolgte am 28. und 29. September 1511 durch Bischof Berthold Pürstinger von Chiemsee. Ihre Baumeister waren die in Burghausen ansässigen Ulrich Häntler und Jörg Perger sowie der herzogliche Hofmaurermeister Hans Brandhuber. Treibende Kräfte hinter dem ambitionierten Bau- und Ausstattungsprojekt waren Propst Johannes Mair als Bauherr und Herzog Georg der Reiche von Bayern-Landshut als Patronatsherr des Kollegiatstifts.
Von dem spätromanischen Vorgängerbau aus dem 13. Jahrhundert blieben die unteren Geschosse der beiden Türme, die Vorhalle mit darüberliegender Empore sowie die südliche Längswand erhalten. Der Neubau ist als weiträume dreischiffige Halle angelegt. Die Mittelschiffarkaden laufen in gerader Linie gegen zwei Wandvorlagen in den Ecken des 6/12-Chorschlusses an. Reich figurierte Rippengewölbe und ein zurückhaltendes, subtil abgestimmtes, nach bauzeitlichen Befunden wiederhergestelltes Fassungssystem bestimmen den Raumeindruck. Nordseitig an den Chor ist ein mächtiger Baukörper angefügt, der ursprünglich die Sakristei sowie die Schatzkammer des Kollegiatstifts sowie der Gnadenkapelle aufnahm. Seit 2006 ist in dem mit einem aufwendigen Zierrippengewölbe ausgestatteten Erdgeschoss eine eucharistische Anbetungskapelle eingerichtet.
Die einzigen bis heute in ihrer originalen Einbausituation verbliebenen und kontinuierlich gemäß ihrer Bestimmung genutzten bauzeitlichen Ausstattungsteile sind die ab 1513 geschaffenen doppelflügeligen Eichenholztüren der drei Langhausportale. Die des Nord- und Südportals tragen an den Außenseiten aufwendige figürliche Schnitzereien. Sie zeigen auf der Nordseite Standfiguren der Titelheiligen Philippus und Jakobus, der Muttergottes mit dem Jesuskind und der hl. Ursula sowie Brustbilder der Kirchenväter und Propheten, ergänzt durch Evangelistensymbole, mariologische Tierexempel und Drolerien. Die Türflügel des Südportals sind mit Hochreliefs der Geburt Christi und der Anbetung der Könige sowie vier Reihen hochrechteckiger Vierblattfelder geschmückt. Der Urheber der Schnitzereien wird nach diesem Werk als Meister der Altöttinger Türen bezeichnet.
Die Kirche liegt in unmittelbarer Nähe zur Gnadenkapelle am südlichen Rand des Kapellplatzes. Sie ist 52 Meter lang, 18 Meter breit und im Mittelschiff 13 Meter hoch. Die schlanken Türme haben eine Höhe von 48 Meter. Unmittelbar daran angebaut ist die Propstei, Wohn- und Dienstsitz der ehemaligen Stiftspröpste.

### Kreuzgang und Kapellen
Durch das hintere Portal der südlichen Langhauswand der Kirche gelangt man in den Kreuzgang mit mehreren angeschlossenen Kapellen (unter anderem mit der Tilly-Gruft). Der ehemalige „Äußere Kreuzgang“ sowie das ehemalige Beinhaus – beides zum einstigen Friedhof auf der Ostseite der Stiftskirche orientiert – sind heute Teil der 1792/93 eingerichteten neuen Sakristei.

## Ausstattung

### Hochaltar, Kapellen und Besonderheiten
Der von Michael Mittermayr entworfene frühklassizistische Hochaltar aus Salzburger Marmor wurde 1803 aufgestellt. Das bereits 1791 geschaffene Altarbild stammt von Johann Jakob Dorner d. Ä. und zeigt Maria als Helferin der Christenheit. Es wird von den etwas älteren Figuren der heiligen Rupert und Sebastian flankiert.

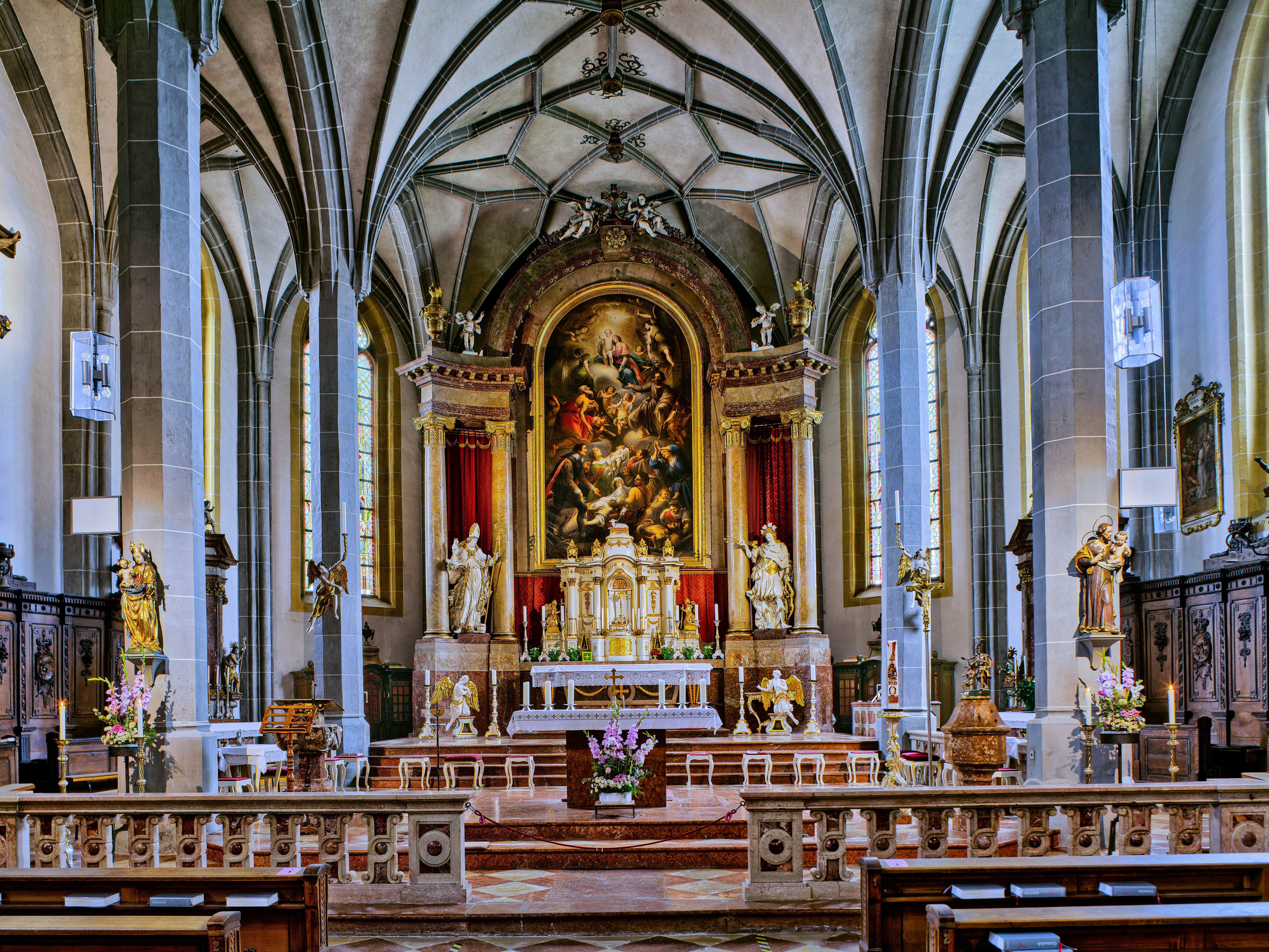
Chor mit Hochaltar
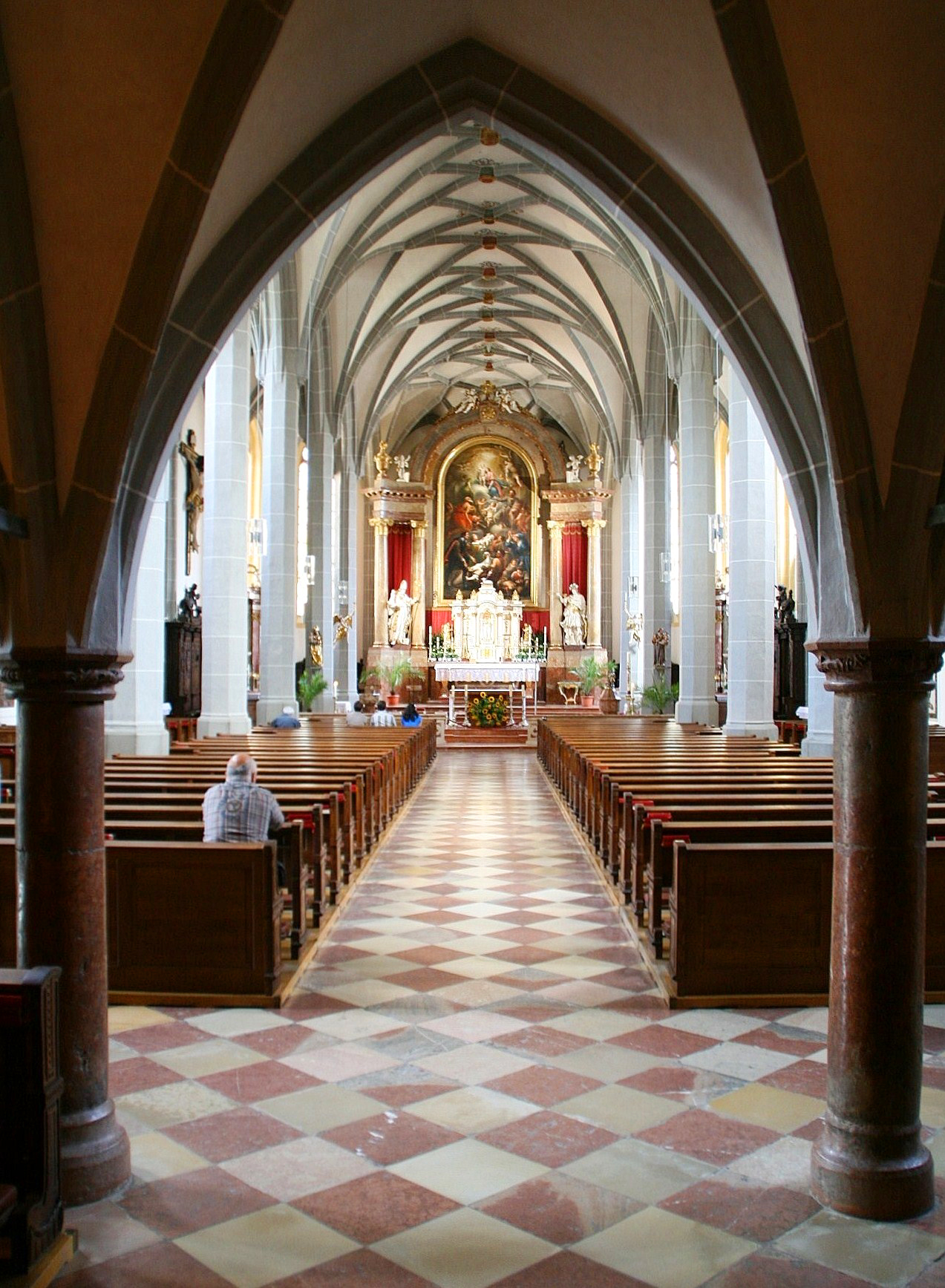
Blick durchs Langhaus

Die Seitenaltäre sind mit Gemälden und Skulpturen der führenden bayerischen Künstler des späten 18. Jahrhunderts – unter ihnen Christian Jorhan der Ältere und Roman Anton Boos – ausgestattet. Aus dieser Ausstattungsphase stammt auch das Chorgestühl des Trostberger Bildhauers Josef Benedikt Kapfer. In der Ecke zwischen Nordportal und Westempore befindet sich eine Standuhr mit der Figur des Todes von Altötting. Sie gilt als eine der Sehenswürdigkeiten Altöttings.
Aus der ersten Ausstattungsphase hat sich ein monumentaler Kruzifixus aus dem Umfeld des Landshuter Bildschnitzers Hans Leinberger erhalten. Er ist heute an der Nordwand angebracht, bekrönte aber ursprünglich den reich ausgestatteten spätgotischen Lettner (1618 beseitigt). Bemerkenswert sind ferner die aufwendigen Epitaphien und Grabplatten der Stiftspröpste Johannes Mair (um 1508), Christoph Adam von Nussdorf (um 1551), Franz Wilhelm von Wartenberg (um 1661) sowie des Ritters Thomas Löffelholz von Kolberg (1520) an den Längswänden.
Das von 1507 bis 1513 geschaffene Chorgestühl wurde 1791 abgebaut und teilweise zu einer Stiege und zu Fensterläden umgearbeitet (heute im Bayerischen Nationalmuseum). Von dem 1518 auf dem Choraltar errichteten Retabel des Münchner Hofmalers Hans Ostendorfer haben sich elf Tafelgemälde der Flügel in Museen in Greenville (Bob Jones University Museum & Gallery), Nürnberg (Germanisches Nationalmuseum), Regensburg (Historisches Museum Regensburg), Stuttgart (Staatsgalerie Stuttgart) und Wien (Kunsthistorisches Museum Wien) erhalten. Ein um 1520 von dem ab 1507 in Altötting ansässigen Ritter Thomas Löffelholz von Kolberg im nördlichen Seitenschiff errichteter Memorialkomplex – bestehend aus einem monumentalen Grabdenkmal mit Weihwasserbecken, Inschrifttafeln, Totenschilden, einem Gemäldeepitaph, Glasgemälden, einer Gruft mit Deckplatte sowie einer eigenen Altarstiftung – wurde im 18. Jahrhundert aufgelöst. In der Stiftspfarrkirche sind davon die Bildnisplatte aus Rotmarmor sowie das Weihwasserbecken aus Bronze (beides bez. 1520) erhalten geblieben. Zwei Totenschilde sowie ein Gemäldeepitaph gelangten wohl im 16. Jahrhundert nach Nürnberg, wo sie sich bis heute erhalten haben.
Bis 2008 war das Goldene Rössl, ein Hauptwerk der Pariser Hofkunst um 1400, in der spätgotischen Schatzkammer der Kirche aufbewahrt. Am 11. September 2006 widmete Papst Benedikt XVI. anlässlich seines Besuchs in Altötting die Schatzkammer zu einer Anbetungskapelle um, um zu betonen, worin der höchste Schatz der Christenheit bestehe.

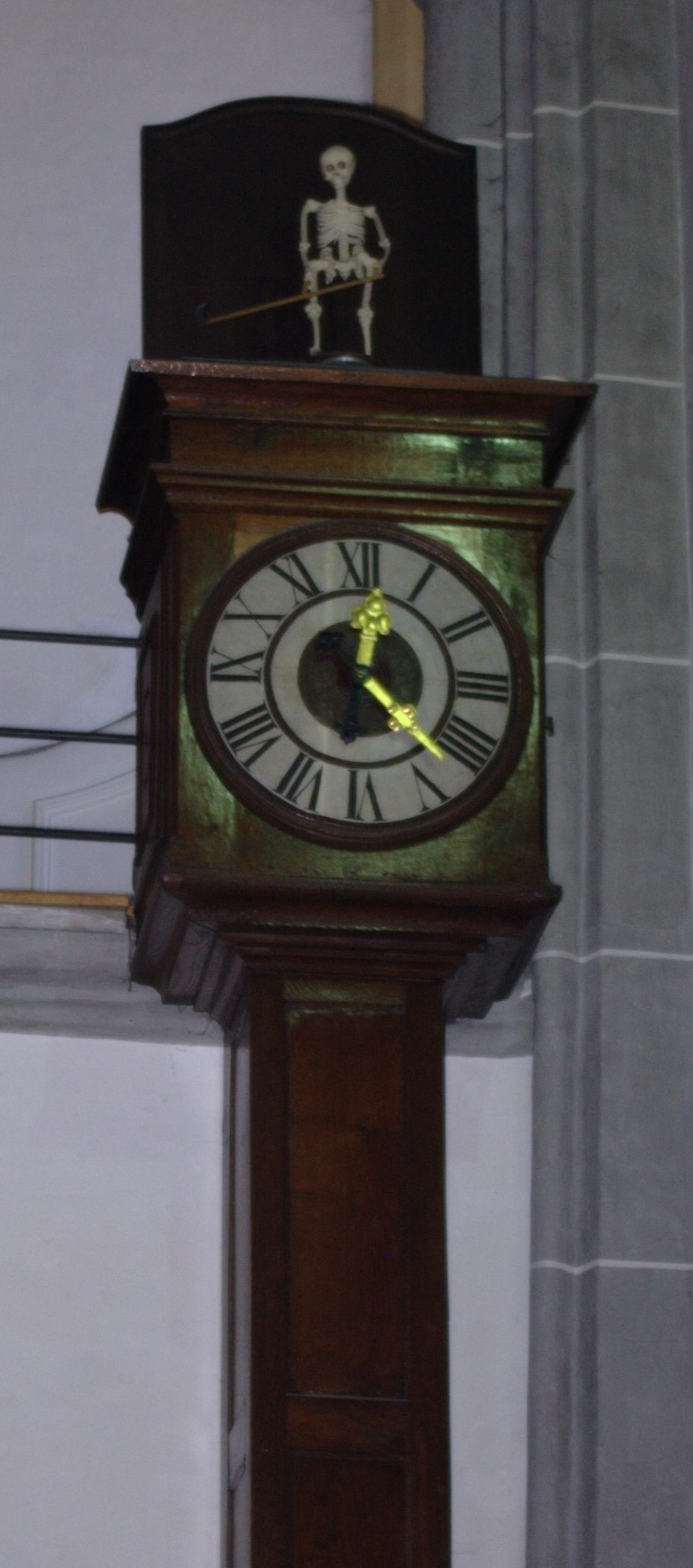
Tod von Altötting
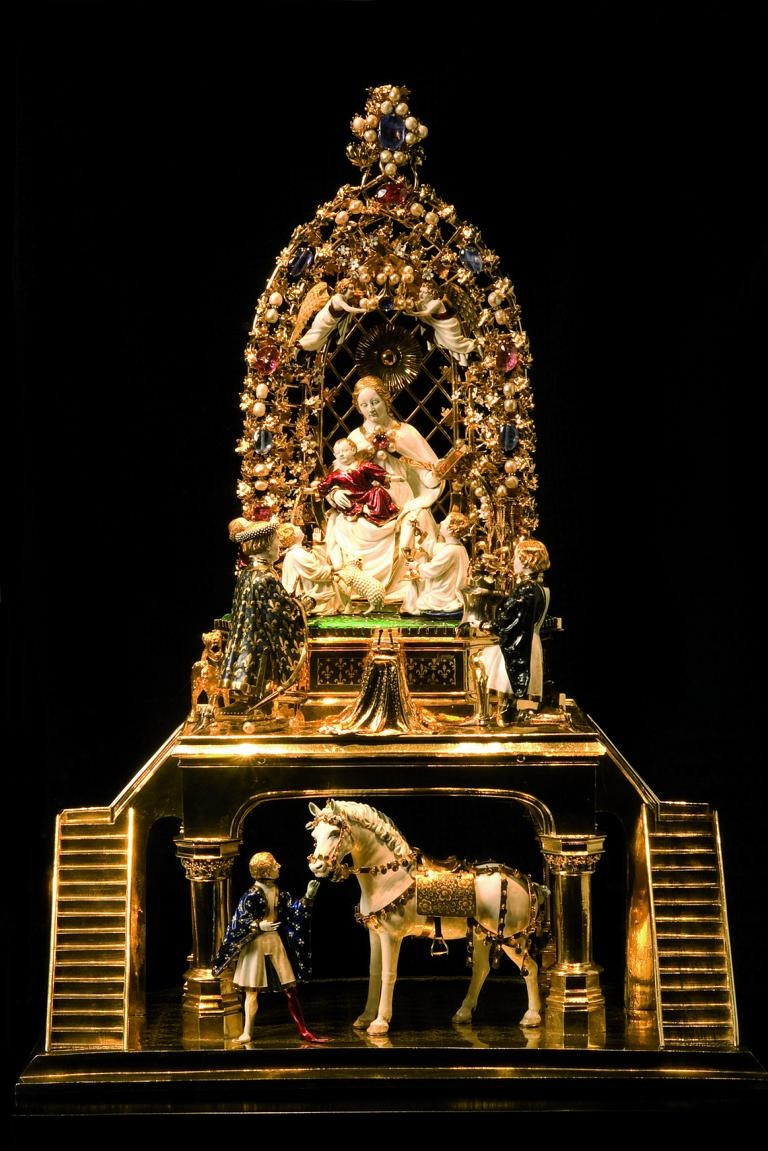
Goldenes Rössl

Gegen Süden ist an die Kirche der Kreuzgang angebaut, der neben vielen Gedenksteinen vier Kapellen aufweist. Die bekannteste davon ist die Tilly-Kapelle, wo Marschall Tilly mit einigen Verwandten bestattet ist. Die dem hl. Petrus geweihte Tillykapelle (ursprünglich vielleicht Pfarrkirche) enthält sehenswerte Glasmalereien aus dem 15. Jahrhundert, eine Tilly-Gedenkstätte und die Tilly-Gruft. Im Obergeschoss befindet sich die „Sieben-Schmerzen-Kapelle“, in der nordwestlichen Innenecke des Kreuzgartens die barocke Sebastianikapelle (1670 an Stelle einer spätgotischen Vorgängerkapelle erbaut von Domenico Zuccalli).

### Orgel

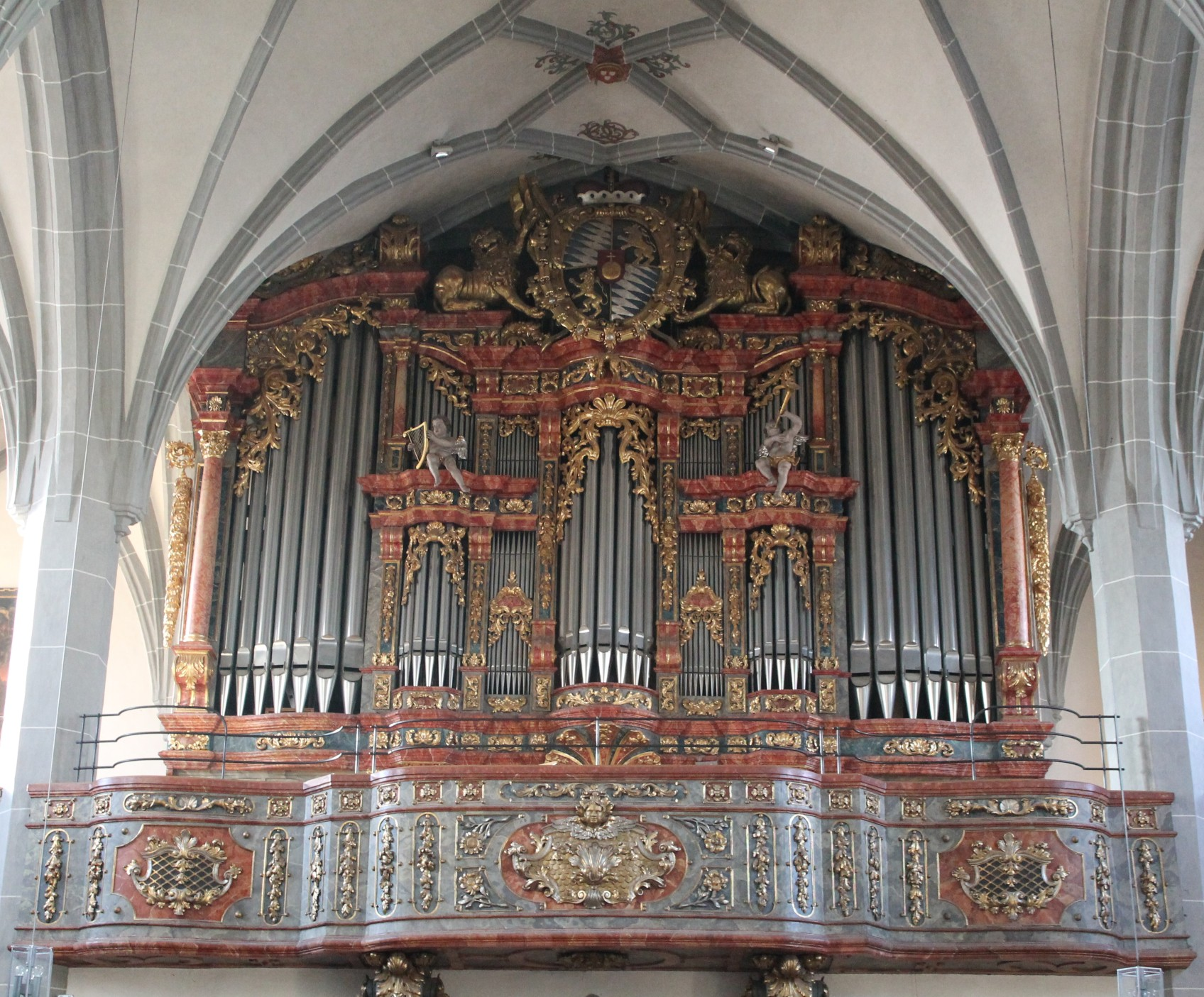
Orgelprospekt von 1724

Die Haupt-Orgel wurde 2000 von der Orgelbaufirma Thomas Jann (Allkofen) erbaut. Das Instrument hat 49 Register mit insgesamt 3473 Pfeifen auf drei Manualen und Pedal.
Der Prospekt stammt noch von der Vorgängerorgel, die Johann Georg Fux 1724 gebaut hatte.
| I Hauptwerk C–a3 |                     |       |
| 1.               | Principal           | 16′   |
| 2.               | Principal           | 08′   |
| 3.               | Gamba               | 08′   |
| 4.               | Flauto              | 08′   |
| 5.               | Octav               | 04′   |
| 6.               | Holzflöte           | 04′   |
| 7.               | Quint               | 2 ⁄3′ |
| 8.               | Superoctav          | 02′   |
| 9.               | Mixtur major IV     | 02′   |
| 10.              | Mixtur minor II–III | 01′   |
| 11.              | Cornett V (ab g0)   | 08′   |
| 12.              | Trompete            | 16′   |
| 13.              | Trompete            | 08′   |
|                  | Tremulant           |       |

| II Positiv C–a3 |              |        |
| 14.             | Prinzipal    | 08′    |
| 15.             | Gedackt      | 08′    |
| 16.             | Praestant    | 04′    |
| 17.             | Blockflöte   | 04′    |
| 18.             | Quint        | 2 ⁄3′  |
| 19.             | Waldflöte    | 02′    |
| 20.             | Terz         | 1 3⁄5′ |
| 21.             | Quint        | 1 ⁄3′  |
| 22.             | Mixtur IV    | 1 ⁄3′  |
| 23.             | Krummhorn    | 08′    |
|                 | Zymbelstern0 |        |
|                 | Tremulant    |        |

| III Schwellwerk C–a3 |                     |        |
| 24.                  | Bourdon             | 16′    |
| 25.                  | Principal           | 08′    |
| 26.                  | Salicional          | 08′    |
| 27.                  | Soloflöte           | 08′    |
| 28.                  | Rohrflöte           | 08′    |
| 29.                  | Vox celeste (ab c0) | 08′    |
| 30.                  | Traversflöte        | 04′    |
| 31.                  | Fugara              | 04′    |
| 32.                  | Quint               | 2 ⁄3′  |
| 33.                  | Piccolo             | 02′    |
| 34.                  | Terz                | 1 3⁄5′ |
| 35.                  | Mixtur V–VI         | 02′    |
| 36.                  | Fagott              | 16′    |
| 37.                  | Trompette harm.     | 08′    |
| 38.                  | Oboe                | 08′    |
| 39.                  | Clairon harm.       | 04′    |
|                      | Tremulant           |        |

| Pedal C–f1 |               |       |
| 40.        | Untersatz     | 32′   |
| 41.        | Principal     | 16′   |
| 42.        | Violon        | 16′   |
| 43.        | Subbaß        | 16′   |
| 44.        | Octav         | 08′   |
| 45.        | Gemshorn      | 08′   |
| 46.        | Octav         | 04′   |
| 47.        | Hintersatz IV | 2 ⁄3′ |
| 48.        | Posaune       | 16′   |
| 49.        | Trompete      | 08′   |

- Koppeln:
  - Normalkoppeln: II/I, III/I, III/II, I/P, II/P, III/P
  - Suboktavkoppeln: III/I, III/III
  - Superoktavkoppeln: III/I, III/II, III/III, III/P
- Spielhilfen: programmierbares Registercrescendo, 2048-fache Setzeranlage, Sequenzer

Die Chororgel besteht aus der erhaltenswerten ehemaligen und romantischen „Hechenberger“-Hauptorgel von 1903/04. Sie wurde von Orgelbau Thomas Jann restauriert und hinter dem Hochaltar auf elektropneumatischen Kegelladen wieder aufgestellt, mit separatem neuen, elektrischen Spieltisch im Altarraum.
Die Chororgel lässt sich auch von der Hauptorgel aus anspielen. Intoniert wurden beide Orgelwerke durch Chefintonateur Andreas Utz.
| I Hauptwerk C–a3 |             |       |
| 1.               | Bourdon     | 16′   |
| 2.               | Prinzipal   | 08′   |
| 3.               | Gemshorn    | 08′   |
| 4.               | Gedackt     | 08′   |
| 5.               | Oktave      | 04′   |
| 6.               | Rohrflöte   | 04′   |
| 7.               | Nasard      | 2 ⁄3′ |
| 8.               | Oktave      | 02′   |
| 9.               | Cornett III | 2 ⁄3′ |
| 10.              | Mixtur IV   | 1 ⁄3′ |
| 11.              | Trompete    | 08′   |

| II Oberwerk C–a3 |                       |       |
| 12.              | Geigenprinzipal       | 08′   |
| 13.              | Lieblich Gedackt      | 08′   |
| 14.              | Salicional            | 08′   |
| 15.              | Vox Coelestis (ab 0)  | 08′   |
| 16.              | Italienisch Prinzipal | 04′   |
| 17.              | Traversflöte          | 04′   |
| 18.              | Piccolo               | 02′   |
| 19.              | Quinte                | 1 ⁄3′ |
| 20.              | Mixtur IV             | 02′   |
| 21.              | Oboe                  | 08′   |
|                  | Tremulant             |       |

| Pedal C–f1 |           |         |
| 22.        | Subbaß    | 16′     |
| 23.        | Quinte    | 10 2⁄3′ |
| 24.        | Prinzipal | 08′     |
| 25.        | Baßflöte  | 08′     |
| 26.        | Cello     | 08′     |
| 27.        | Choralbaß | 04′     |
| 28.        | Oktavino  | 02′     |
| 29.        | Posaune   | 16′     |

- Koppeln:
  - Normalkoppeln: II/I, I/P, II/P
  - Suboktavkoppeln: II/I
  - Superoktavkoppeln: II/I
- Spielhilfen: 16-fache Setzeranlage, Crescendowalze

### Glocken
Die beiden spitzgekrönten, achteckigen Türme beherbergen fünf Glocken, die 1963 von Rudolf Perner zu Passau gegossen wurden. Die große Stürmerin wiegt 3.710 Kilogramm bei einem Durchmesser von 1,80 Metern und erklingt im Schlagton a0. Diese der Patrona Bavariae gewidmete Glocke hängt separat im Südturm. Die übrigen Glocken in den Tönen cis1, e1, fis1 und a1 befinden sich im Nordturm. Mit dieser Disposition ist eine Anlehnung an die ersten Töne des Salve Regina angestrebt worden.
In der Westvorhalle ist die erste Stürmerin, die große, 1497 von Hans Reicher in Salzburg gegossene Wallfahrtsglocke aufgestellt. Sie trägt die Wappen Herzog Georgs des Reichen und Hedwigs von Polen sowie des Kanzlers Wolfgang Kolberger und des Stiftspropstes Johannes Mair.